# バンクーバー国際空港
バンクーバー国際空港（バンクーバーこくさいくうこう、英: Vancouver International Airport）は、カナダ・ブリティッシュコロンビア州・リッチモンドにある国際空港。バンクーバー市街より南西15kmに位置し、フレーザー川河口の中州 (英: Sea Island)の大部分を占める。
バンクーバーはカナダの主要都市の中でアジアに最も近く、またアジア系移民が多いことから、アジアからの玄関口と位置づけられている。YVRは国際空港としては珍しく水上機定期便のためのターミナルを備えている。
スカイトラックスのワールド・エアポート・アワードでは、2010年から3年連続で北米地区1位の評価を受け、2012年は世界9位だった。
2019年の旅客数は2,637万人でカナダの空港ではトロント・ピアソン国際空港に次いで2番目だった。

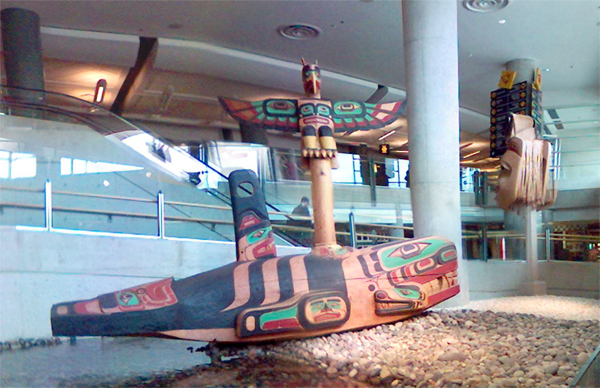
先住民の様式で飾られた国内線ターミナル

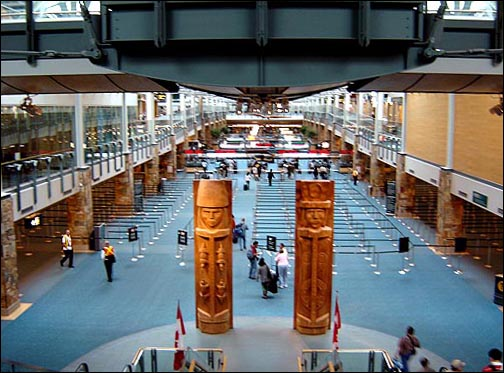
先住民のトーテムポールなどが置かれた国際線ターミナル

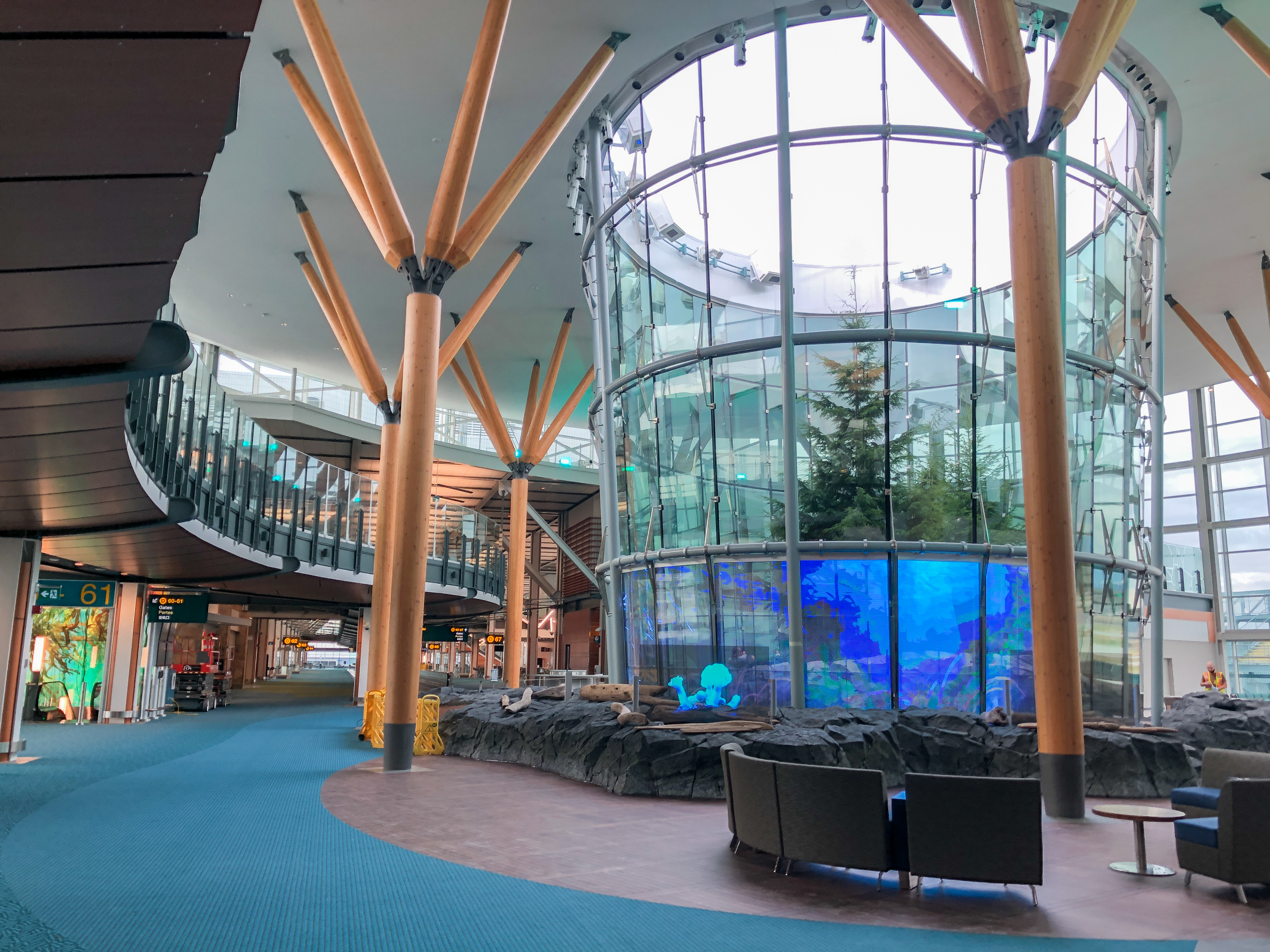
2021年の増築部

## 歴史
バンクーバーには元々ミノルパークに滑走路があったが、市が現在地を購入し1930年に飛行場の建造が開始された。第二次世界大戦中に連邦政府に貸し出されてカナダ空軍の訓練基地となり、その収入により敷地拡張を行った。1968年にジェット機への直接搭乗が可能な現在のメインターミナルが竣工。1996年には国際線ターミナルが拡張され、北側の滑走路が完成した。

## ターミナル
国内線ターミナル
1968年に建造されたターミナル。搭乗口はA1〜6、B11〜22、C25〜52の3ブロックに分かれており、Aブロックは主にウエストジェット航空が、Cブロックは主にエア・カナダが使用している。Aブロックのボーディング・ブリッジは特殊な構造で、途中で2つに分かれており、片方は機体前方の扉、もう片方は機体の主翼を超えて、機体後方の扉から搭乗出来るようになっている。
航空会社や利用クラスに関わらず有料で利用できるラウンジ（Plaza Premium Lounge）も設けられている。
国際線ターミナル
1996年に国内線ターミナルを拡張する形で建造された。アメリカ合衆国の事前入国施設(つまり到着時は他のアメリカ国内線と同じ場所に降ろされる)があり、合衆国へ出発する旅客はそれ以外の旅客と動線が区分されていることから、この区域はしばしばUSAターミナル（搭乗口E70〜96）と案内されている。それ以外の一般の国際線の搭乗口はD50〜D78であるが、一部の搭乗口は需要に応じて国内線や合衆国線用に用いることが出来るよう、動線を区切れるようになっている。
航空会社や利用クラスに関わらず有料で利用できるラウンジ（Plaza Premium Lounge）も設けられている。
南ターミナル
最古のターミナルで主に州内を結ぶ地域航空会社やゼネラルアビエーション向けとなっている。水上機やヘリコプターはこのターミナルを利用する。メインターミナルとの間は無料のシャトルバスが接続している。搭乗口はG1〜3。

## 就航路線
| 航空会社                                | 就航地 |
| --------------------------------------- | --- |
| エア・カナダ                            | オースティン、北京/首都、ブリスベン、カルガリー、エドモントン、香港、ホノルル、カフルイ、コナ、ラスベガス、ロンドン/LHT、ロサンゼルス/LAX、メキシコシティ、モントリオール、ニューアーク、ロサンゼルス/オレンジカウンティ、オタワ、プエルト・バヤルタ、サンフランシスコ、ソウル/仁川、上海/浦東、シドニー、東京/成田、トロント、ホワイトホース、ウィニペグ 季節運航 : 大阪/関西、アンカレッジ、オークランド(NZL)、ボストン、カンクン、ダブリン、フランクフルト、ハリファックス、イスタパ・シワタネホ、ケロウナ、パームスプリングス、フェニックス、ロス・カボス、チューリッヒ |
| エアカナダ・エクスプレス （ジャズ航空） | カッスルガー、シカゴ/ORD、コモックス、クランブルック、デンバー、エドモントン、フォート・セントジョン、カムループス、ケロウナ、ナナイモ、ペンティクトン、ポートランド(OR)、プリンス・ジョージ、プリンスルパート、レジャイナ、サクラメント、サンディエゴ、サンドスピット、サンフランシスコ、サンノゼ(CA)、サスカトゥーン、シアトル、スミザーズ、テラス、ビクトリア、ホワイトホース、イエローナイフ 季節運航 : フェニックス、ウィニペグ |
| エアカナダ・ルージュ                    | ケベックシティ |
| ウエストジェット                        | カルガリー、カンクン、エドモントン、ホノルル、カフルイ、ラスベガス、ロサンゼルス/LAX、ロサンゼルス/オレンジカウンティ、パームスプリングス、プエルト・バヤルタ、レジャイナ、ロス・カボス、サスカトゥーン、トロント、ウィニペグ 季節運航 : ハリファックス、ワトゥルコ、コナ、リフエ、ロンドン/LGW、マサトラン、モントリオール、オーランド、オタワ、フェニックス、サンディエゴ、サンフランシスコ |
| ウエストジェット・リンク                | コモックス、クランブルック、カムループス、ナナイモ |
| ウエストジェット・アンコール            | フォート・セントジョン、ケロウナ、プリンス・ジョージ、テラス、ビクトリア |
| フレア航空                              | バーバンク、カルガリー、エドモントン、ケロウナ、ウォータールー、ラスベガス、モントリオール、オタワ、サンフランシスコ、ロス・カボス、トロント、ウィニペグ 季節運航 : アンカレッジ、グランデプレーリー、パームスプリングス、メサ、プリンス・ジョージ、レジャイナ、サスカトゥーン |
| サンウィング航空                        | 季節運航 : カンクン、ワトゥルコ、イスタパ・シワタネホ、プエルト・バヤルタ、プンタ・カナ、ロス・カボス、サンタ・クララ、トロント、ヴァラデロ |
| エアトランザット                        | モントリオール、トロント |
| リンクス航空                            | カルガリー、ケロウナ、トロント、ウィニペグ |
| エア・ノース                            | ケロウナ、ビクトリア、ホワイトホース 季節運航 : イエローナイフ |
| パシフィック・コースタル航空            | アナヒム・レイク、ベラベラ、ベラクーラ、キャンベルリバー、コモックス、クランブルック、カムループス、マセット、ペンティクトン、ポートバーディ、パウエルリバー、トフィーノ、トレイル、ビクトリア、ウィリアムズレイク |
| セントラル・マウンテン・エア            | キャンベルリバー、カムループス、ケロウナ、クイネル、ウィリアムズレイク |
| Harbour Air                             | Bedwell Harbour、Ganges Harbour、Lyall Harbour、Montague Harbour、Miners Bay、Nanaimo Harbour、Victoria、Victoria Harbour |
| Seair Seaplanes                         | Bedwell Harbour、Ganges Harbour、Montague Harbour、Miners Bay、Port Washington、Nanaimo Harbour |
| アメリカン航空                          | シカゴ/ORD、ダラス/フォートワース、フェニックス |
| アメリカン・イーグル                    | ロサンゼルス/LAX |
| デルタ航空                              | ミネアポリス=セントポール、ソルトレイクシティ 季節運航 : デトロイト、シアトル |
| デルタ・コネクション                    | ソルトレイクシティ、シアトル |
| ユナイテッド航空                        | シカゴ/ORD、デンバー、ヒューストン、サンフランシスコ 季節運航 : ニューアーク、ワシントン/ダレス |
| ユナイテッド・エクスプレス              | デンバー、ロサンゼルス/LAX、サンフランシスコ |
| アラスカ航空                            | ポートランド(OR)、シアトル |
| ジェットブルー航空                      | ボストン、ニューヨーク/JFK |
| アエロメヒコ航空                        | メキシコシティ |
| ブリティッシュ・エアウェイズ            | ロンドン/LHT |
| エールフランス                          | パリ/CDG |
| ルフトハンザドイツ航空                  | フランクフルト、ミュンヘン |
| コンドル航空                            | 季節運航 : フランクフルト |
| KLMオランダ航空                         | アムステルダム |
| アイスランド航空                        | レイキャビーク |
| エーデルワイス航空                      | 季節運航 : チューリッヒ |
| 日本航空                                | 東京/成田 |
| 全日本空輸                              | 東京/羽田 |
| ZIPAIR Tokyo                            | 東京/成田 |
| 大韓航空                                | ソウル/仁川 |
| ティーウェイ航空                        | ソウル/仁川 |
| チャイナエアライン                      | 台北/桃園 |
| エバー航空                              | 台北/桃園 |
| キャセイパシフィック航空                | 香港 |
| 中国国際航空                            | 北京/首都 |
| 中国東方航空                            | 上海/浦東(2025年9月25日より運航再開予定) |
| 中国南方航空                            | 広州(2025年9月16日より運航再開予定) |
| 海南航空                                | 深圳 |
| 四川航空                                | 成都/天府 |
| ターキッシュエアラインズ                | イスタンブール |
| エアインディア                          | デリー |
| フィリピン航空                          | マニラ |
| シンガポール航空                        | シンガポール |
| カンタス航空                            | シドニー |
| ニュージーランド航空                    | オークランド (ニュージーランド) |

## 地域別就航先一覧
- 北アメリカ

カルガリー、エドモントン、ケロウナ、オタワ、モントリオール、トロント、ウィニペグ、ビクトリア、サスカトゥーン、レジャイナ、フォートマクマレー、カムループス、ウォータールー、ロンドン、ナナイモ、ペンティクトン、フォート・セント・ジョン、プリンスジョージ、キャッスルガー、クランブルック、サンドスピット、スミサーズ、テラス、ホワイトホース、イエローナイフ、コモックス、キャンベルリバー、ケスネル、ウィリアムズレイク、ドーソンクリーク
ロサンゼルス、ニューヨーク、シカゴ、ダラス、ラスベガス、サンディエゴ、サンフランシスコ、ポートランド、シアトル、フェニックス、アトランタ、デトロイト、メンフィス、デンバー、ヒューストン、ミネアポリス、ソルトレイクシティ、パームスプリングス、アンカレッジ、ホノルル、カフルイ、コナ、リフエ
- 中米・カリブ海

メキシコシティ、カンクン、プエルトバジャルタ、サンホセデルカーボ
バラデロ、モンテゴベイ
- ヨーロッパ

フランクフルト、デュッセルドルフ
ロンドン、アムステルダム、パリ、チューリッヒ
- アジア

東京、大阪
北京、上海
香港、台北、ソウル、マニラ
- オセアニア

オークランド、シドニー

## アクセス

### スカイトレイン
スカイトレインの「カナダ・ライン（Canada Line）」が、バンクーバーのダウンタウンへ約25分で接続している。また、ブリッジポート駅にて路線が分かれており、リッチモンド方面へ乗り換えることも可能である。料金は平日の始発から18:30までがゾーン制、平日の18:30以降ならびに土日祝日の全日が均一制である。
空港からバンクーバー市内は2ゾーンのため4.10ドル。均一制の時間帯は1ゾーン分の料金である2.85ドルが適用される。乗車券の有効時間は購入時より90分である。
空港島内の駅から出発する場合のみ、乗車券に加えて5ドルの割増料金が課せられるが、定期券、一日乗車券、回数券利用者はこの割増料金が免除される。これらの乗車券は駅の券売機で購入可能である。また、乗車券はスカイトレインの他路線、路線バス、シーバス等でも使用可能である。
同路線は、2010年のバンクーバーオリンピックの開催に合わせて、その前年の2009年8月に開業した。それ以前はバンクーバーからは98 B-Lineという急行バスで空港東側にあるAirport Stationまで行き、そこから424番のバスに乗り換えなければならなかったが、98 B-Lineはカナダ・ラインの開業をもって廃止された。

### 路線バス
スカイトレイン同様、トランスリンクが運営している。スカイトレインが運行しない深夜には夜行バスN10が運行しており、バンクーバーのダウンタウンまで約30分。また南ターミナルへのアクセスとして、スカイトレインのブリッジポート駅から412が連絡している。

### 長距離バス
Pacific Coach社がスクアミッシュ経由ウィスラー行きのSkyLink、およびビクトリア行きのVictoria Linkを2〜3時間おきに運行している。またQuick Coach Line社がワシントン州シアトル行きのQuickShuttleを運行している。

### タクシー・リムジン
タクシーはメーター制で、ほかに行き先別固定料金制のリムジンが営業している。

## 事故
- 1968年2月7日、濃霧のなか着陸したカナダ太平洋航空のボーイング707型機がオーバーランし、乗務員1名が死亡。
- 1970年3月1日、エア・カナダのビッカース バイカウントが着陸中のERCO エアクーペと空中衝突し、エアクーペの操縦士が死亡[7]。
- 1995年8月19日、エア・ノースの輸送機C-47が着陸中の事故で乗務員1名が死亡[8]。
- 2007年10月19日、パイパー PA-34が離陸直後に近隣住居に墜落し操縦士1名が死亡。
- 2009年7月9日、カナディアン・エア・チャーターのパイパー PA-31（英語版）が着陸中に乱気流などにより近隣工業地帯に墜落し操縦士2名が死亡[9]。
- 2011年10月27日、ノーザン・サンダーバード・エアー（英語版）のビーチクラフト キングエア100型機が着陸に失敗し操縦士2名が死亡[10][11]。
- 2022年11月29日、台湾/桃園発エバー航空10便（ボーイング777-300ER型機、機体番号：B-16707）が、午後6時半ごろに当空港へ着陸後、前輪が誘導路から外れて脱輪した。この便には、乗員・乗客合わせて253名が搭乗していたが、全員に怪我はなく、機体横にタラップをつけて乗客をターミナルビル内へ輸送した。当時バンクーバー国際空港は大雪となっており、誘導路が積雪してスリップしたものとみられる。脱輪した前輪以外の損傷は無かったが、この影響で折り返し便のバンクーバー発台湾桃園行き9便に約12時間の遅れが発生した[12]。

## その他
国際線ターミナルとUSAターミナルの中間(二階チェックイン近辺)にある、先住民族の伝説をモチーフにした像は、旧20ドル紙幣(ポリマー幣に変わる前の最後の紙幣)の裏面に描かれている。